# Primàries Catalunya
Primàries Catalunya és un moviment polític català independentista. Es va fundar el 2018 amb la intenció d'agrupar tot l'independentisme en una sola llista a les eleccions municipals de 2019 i elegir-ne els candidats amb primàries obertes. A Barcelona van obtenir el 3,7% dels vots, però cap regidor, mentre a la resta de Catalunya en van obtenir 26.

## Història
El 20 de març de 2018 Jordi Graupera va proposar al Teatre Victòria de Barcelona que l'independentisme es presentés en una sola candidatura a les eleccions municipals de 2019 a Barcelona. L'objectiu era guanyar les eleccions per a canviar Ada Colau de Barcelona en Comú per un batlle independentista. Per poder unir el sobiranisme en una candidatura, proposava celebrar primàries obertes per elegir els candidats. El 1r de juliol l'Assemblea Nacional Catalana va aprovar impulsar primàries per triar els candidats independentistes a les ciutats de més de 25.000 habitants. El PDeCAT, Esquerra Republicana i la CUP no van donar-hi suport, però altres partits minoritaris com Demòcrates de Catalunya, Solidaritat Catalana per la Independència, Reagrupament o els Verds sí que van participar en la candidatura. Com que no es va aconseguir la llista única, l'ANC va desvincular-se'n un cop celebrades les primàries i va demanar el vot per qualsevol partit independentista.
A Barcelona, Jordi Graupera va guanyar les primàries i es va presentar amb el nom de Barcelona és capital. A les eleccions va aconseguir 28.253 vots (3,7%), però no va aconseguir cap escó perquè no va arribar a la barrera del 5%. A tot Catalunya van aconseguir uns 47.100 vots, 26 regidors i una batllia, a Alcoletge.
A les eleccions generals espanyoles de novembre de 2019, van decidir presentar-se a la circumscripció de Barcelona, però no van aconseguir els avals necessaris per fer-ho.
El novembre de 2019 celebrà la seva Convenció Fundacional i anuncià que es presentaria a les eleccions al Parlament de Catalunya de 2021 amb el nom de Moviment Primàries per la Independència de Catalunya (MPIC). Durant els mesos de novembre i desembre de 2020, el partit va celebrar les primàries obertes per tal d'elegir els candidats a les eleccions al Parlament de Catalunya de 2021. Els 5.805 electors que van participar-hi van elegir de caps de llista Laura Ormella per Barcelona, Carles Prats per Tarragona, Marc Rossinyol per Girona i Sergi Torrente per Lleida. Van aconseguir 5.940 vots (un 0,21%) i cap escó.

## Resultats electorals
| Any  | Vots   | %    | Regidors   |
| ---- | ------ | ---- | ---------- |
| 2019 | 47.100 | 1,36 | 26 / 9.076 |

| Any  | Vots  | %    | Diputat |
| ---- | ----- | ---- | ------- |
| 2021 | 5.940 | 0,21 | 0 / 135 |